# انانتاواراپادو
انانتاواراپادو (به انگلیسی: Ananthavarappadu) یک منطقهٔ مسکونی در هند است که در آندرا پرادش واقع شده‌است.

## خصوصیات
انانتاواراپادو ۳٬۹۰۰ نفر جمعیت دارد.